# Reynaud Levieux
Reynaud Levieux (Nîmes, 6 gennaio 1613 – Roma, 17 marzo 1699) è stato un pittore francese.

## Biografia
Reynaud Levieux è il secondogenito del pittore Jean Levieux e di Anne Dousse. Si è formato nella bottega paterna e in seguito si è recato a Roma per perfezionare le sue conoscenze artistiche. Di questo periodo non ci sono giunte molte opere. Nel suo soggiorno romano strinse i contatti con un gruppo di sei pittori suoi connazionali composto da Pierre Mignard, Jean le Maire, Charles Errard, Jean Nocret e Nicolas Chaperon.
Tornò a Nîmes, in Francia nel 1643, per poi trasferirsi a Montpellier nel 1647 dove dipinse una Sacra Famiglia per la cattedrale cittadina e partecipò alla decorazione dell'Hôtel d'Autheville. Nel 1649 si stabilì presso Avignone  e, dal 1651, lavorò per i certosini di Villeneuve-lès-Avignon. Dal 1642 al 1658 ricevette diverse commissioni da Dom Louis de Lauzeray, priore della Chartreuse Notre-Dame-du-Val-de-Bénédiction. Per la sala capitolare di quest'ultima, ha realizzato una serie di tele relative ai misteri dolorosi, alcune di queste non si trovano più presso la sede originaria, come Cristo sulla croce conservato al Musée Pierre-de-Luxembourg a Villeneuve-les-Avignon e L'incoronazione di spine.
Sempre durante il suo soggiorrno avignonese, Reynaud Levieux, divenne membro della confraternita dei Penitenti Neri fiorentini, e si occupò di realizzare un ciclo di nove tele raffiguranti la vita di San Giovanni Battista per la decorazione della loro cappella. Solo sette di questi quadri sono giunti a noi.
Nel 1666, con Jean Daret e Jean-Claude Rambot, decorò la stanza di un palazzo di Aix-en-Provence situato in Rue de la Verrerie, proprietà di Lucrèce de Forbin-Soliès.Di questa decorrazione sono giunti a noi solo alcune decorazioni di Jean Daret e quattro sovraporte dipinte da Levieux, raffiguranti la Primavera, l'Estate, l'Autunno e l'Inverno, conservate presso il museo cittadino.
Nel 1669, Reynaud Levieux partì nuovamente per Roma dove visse per il resto della sua vita. Abitò in una casa, sita in Via Laurina, che affittò fino alla morte insieme ad uno dei suoi nipoti .
Reynaud Levieux morì il 18 marzo del 1699 e è stato sepolto il giorno successivo nella Chiesa di Santa Maria degli Angeli.

## Opere

### Opere nelle chiese
- Visitazione[6], Aix-en-Provence, Chiesa della Madeleine
- San Bruno ai piedi della Vergine (1663)[7],  Aix-en-Provence, chiesa di Saint-Jean-de-Mal te
- San Giovanni Battista condotto dagli angeli nel deserto, Avignone, chapelle des Pénitents noirs de la miséricorde
- Il Battesimo di Cristo, Avignone, chapelle des Pénitents noirs de la miséricorde
- Presentazione, Avignone, Cattedrale di Nostra Signora dei Doms
- Madonna con Bambino e Santi Michele, Matteo, Maurizio e compagni (1671), Caromba, chiesa di Saint-Maurice (o Notre-Dame-des-Grâces)
- La Vergine, Santa Caterina da Siena e San Luigi, Cassis, Cappella di Sant'Anna
- Assunzione, L'Isle-sur-Sorgue, Collegiata di Notre-Dame-des-Anges
- San Biagio inginocchiato ai piedi della Madonna della Rosario e di San Michele, Lambesc, Chiesa di Nostra Signora dell'Assunzione
- I pellegrini di Emmaus, Nîmes, Cattedrale di Notre-Dame-et-Saint-Castor[8]
- Presentazione del rosario a San Domenico e Santa Caterina da Siena, Oppède-le-vieux, Chiesa di Nostra Signora di Alydon
- Morte di San Giuseppe, Sérignan-du-Comtat, Chiesa di Saint-Etienne
- Crocifissione, Villeneuve-lès-Avignon, Collegiata di Notre-Dame[9]
- Ritorno dalla fuga in Egitto, Viviers, Cattedrale di Saint-Vincent
- Saint Denis guarisce un cieco, Roma, Chiesa di San Luigi dei Francesi[10]

### Opere nei musei
- Avignone, museo Calvet :
  - Giacobbe e Labano cercano i suoi idoli[11]
  - Arcangelo Gabriele che appare a San Zaccaria[12]
  - Certosini in preghiera, San Bruno (? )
- Grenoble, Museo di Grenoble :
  - La benedizione di San Giovanni Battista di Zaccaria[13]
- Marsiglia, Museo Cantini :
  - Studio di pastore, disegno a penna
  - Popolana, disegno a matita
  - Adamo ed Eva, disegno a penna
- Martigues, Museo Ziem :
  - La Vergine e il Bambino Gesù
  - Nîmes, Museo di Belle Arti di Nîmes
    - San Giovanni Battista rimprovera a Erode  (1685)[1]
    - Decollazione di San Giovanni Battista[1]
    - L'arresto di San Giovanni Battista[1]
- Saint-Cloud, Museo del Grand Siècle: Natura morta con melone, melograno, uva, susine e fichi[14]
- Strasburgo, Museo delle Belle Arti : Il riposo durante la fuga in Egitto (circa 1660)[15]
- La Vergine con il bambino e il cardellino, collezione privata
- Villeneuve-lès-Avignon, museo Pierre-de-Luxembourg:
  - La crocifissione (1651)
  - La Sacra Famiglia (1651)
  - Il Compianto di Cristo da parte degli angeli (1651)

## Galleria d'immagini

Ciclo di San Giovanni Battista
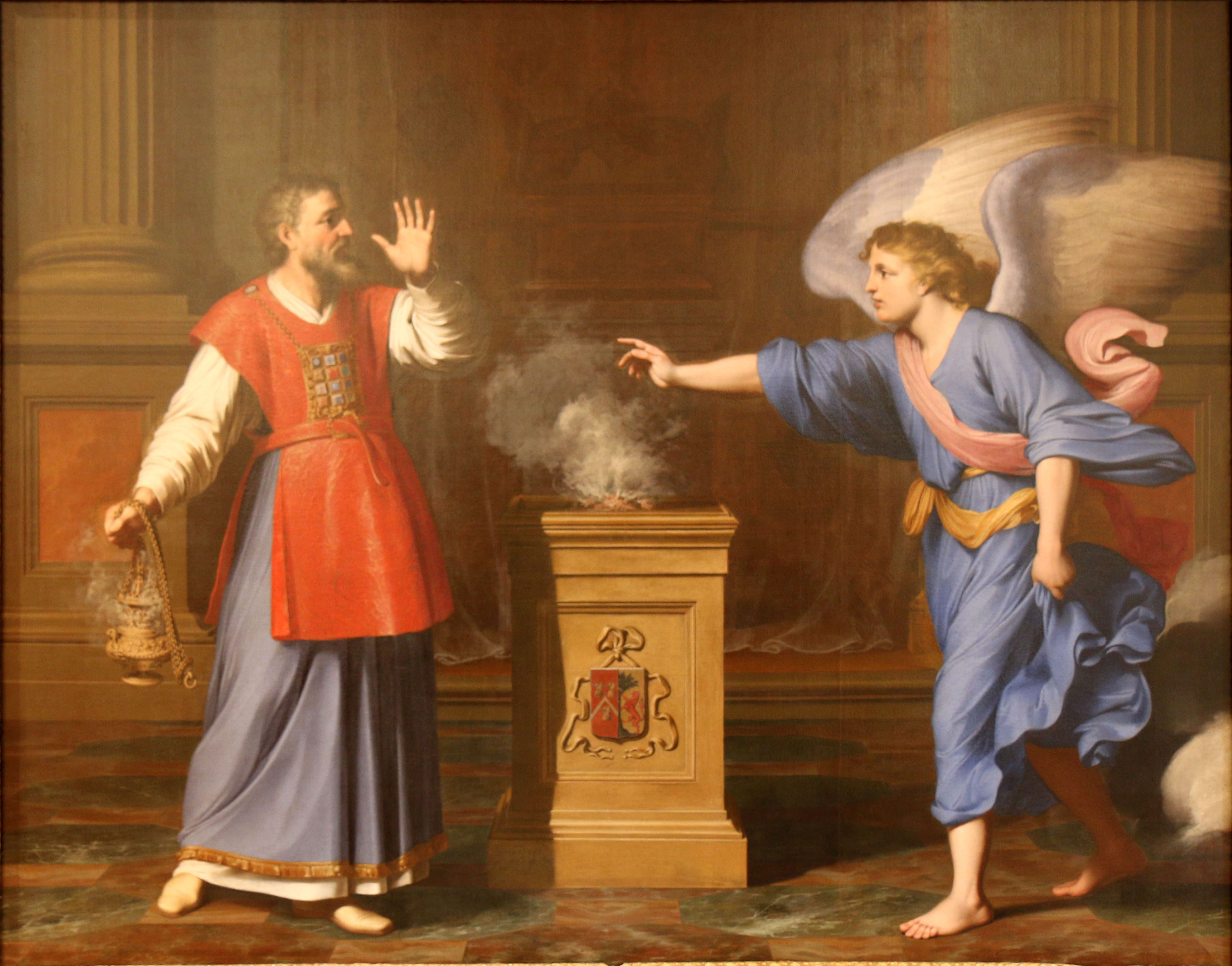
L'Arcangelo Gabriele appare a San Zaccaria, Avignone, Musée Calvet.
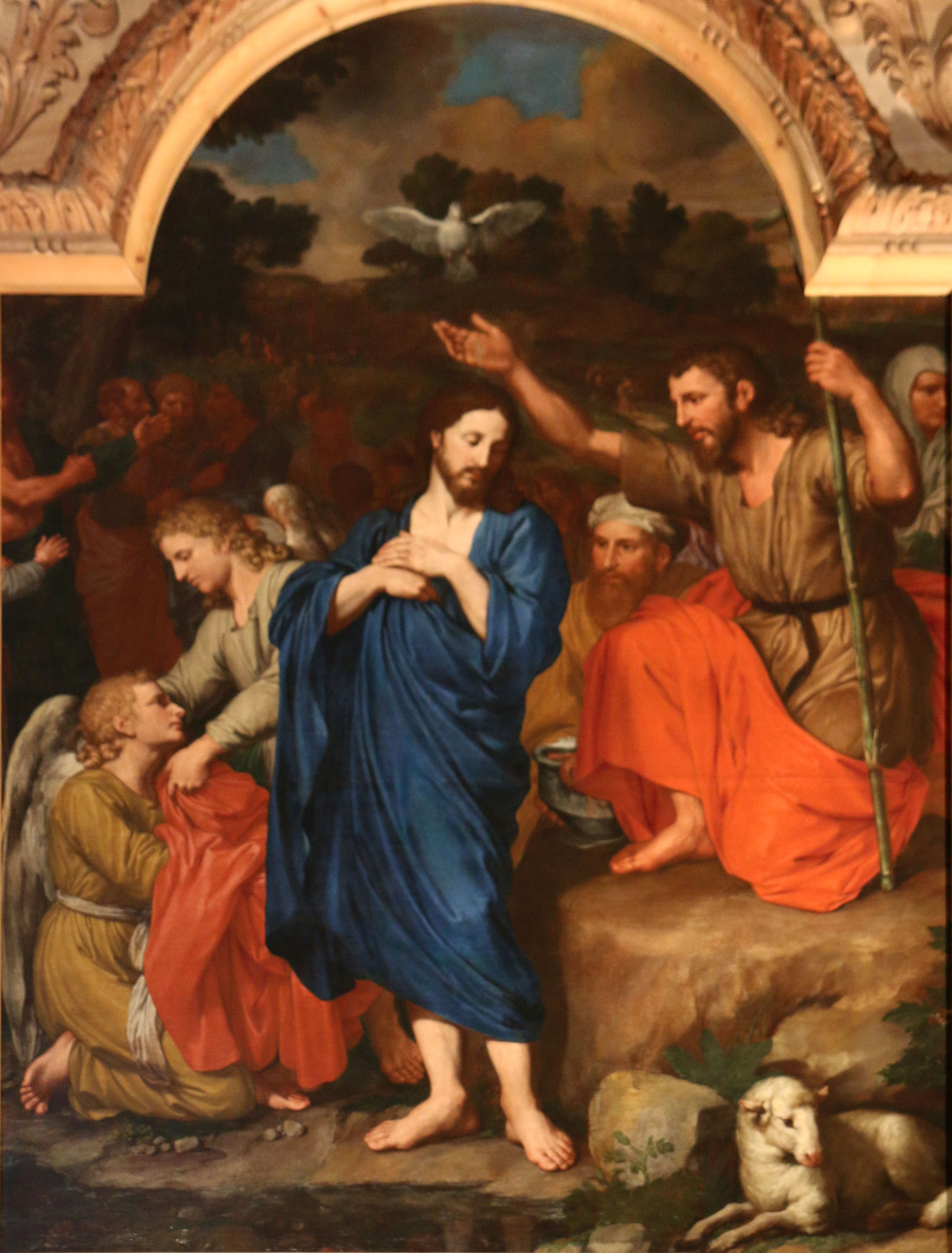
Il Battesimo di Cristo, Avignone, Cappella dei Penitenti Neri.
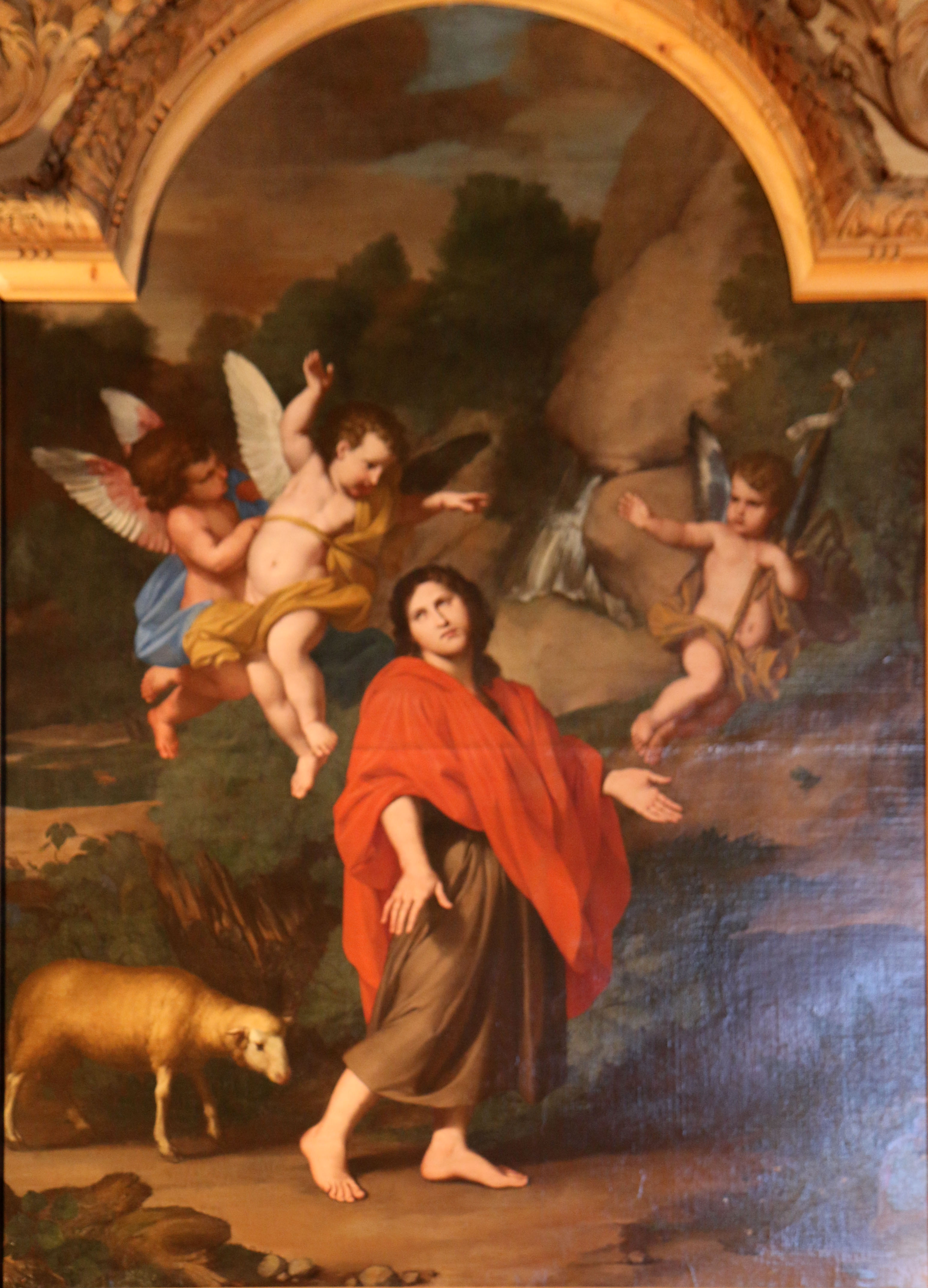
San Giovanni Battista condotto nel deserto dagli angeli, Avignone.
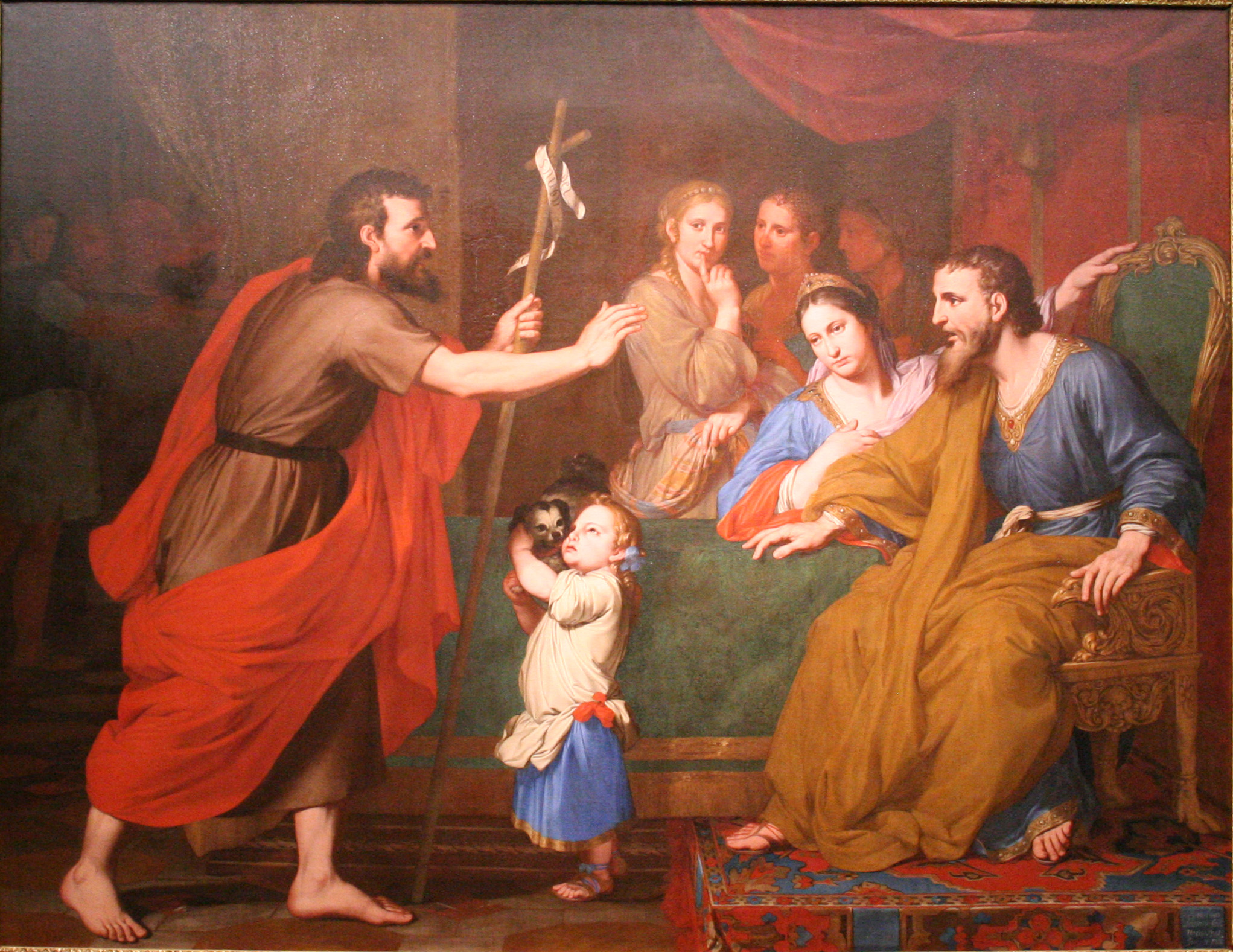
San Giovanni Battista ed Erode, Museo di Belle Arti di Nîmes.
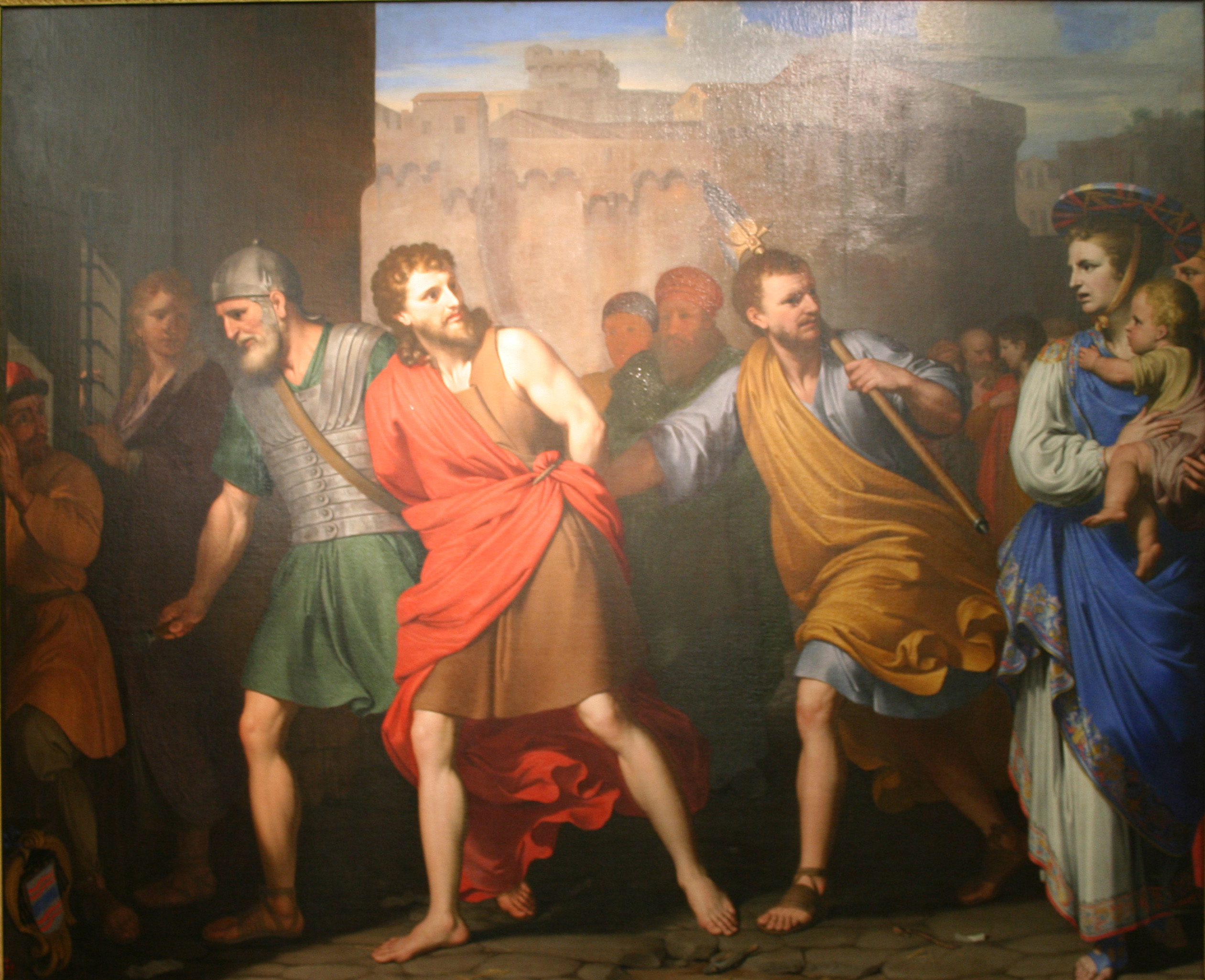
L'arresto di San Giovanni Battista, Museo di Belle Arti di Nîmes.
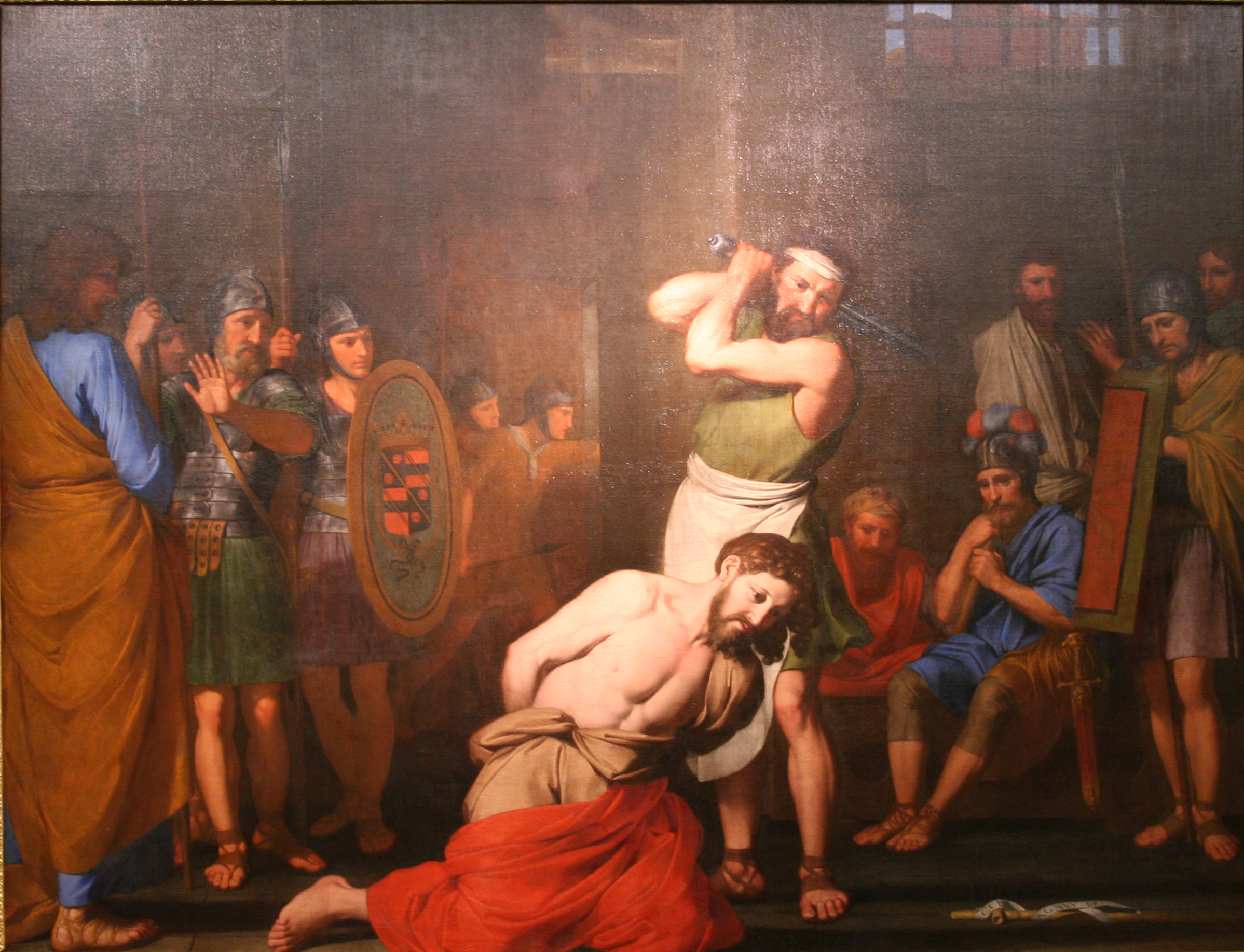
La decollazione di San Giovanni Battista, Museo di Belle Arti di Nîmes.

Altre opere
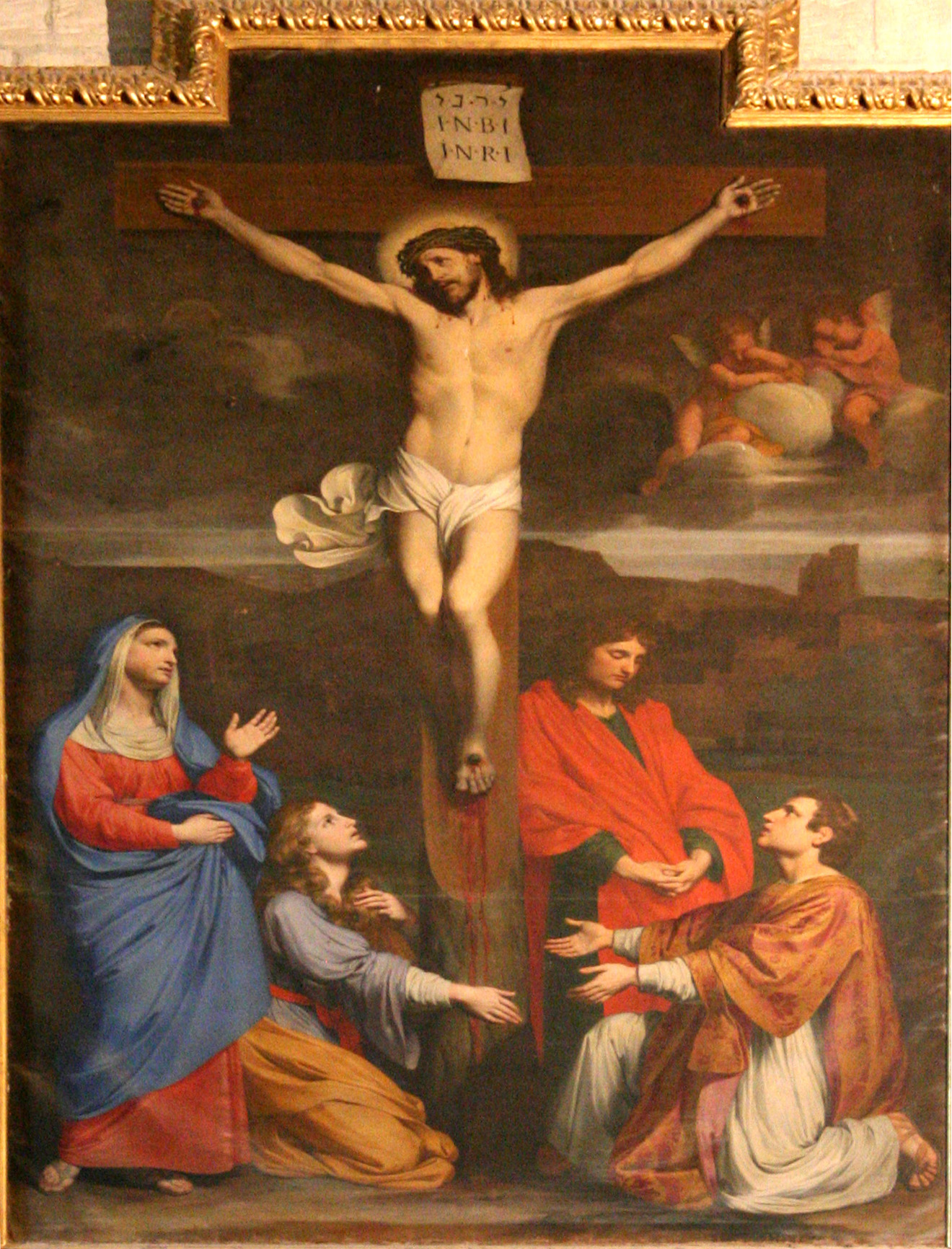
La Crocifissione, Collegiata di Nostra Signora di Villeneuve-lès-Avignon.
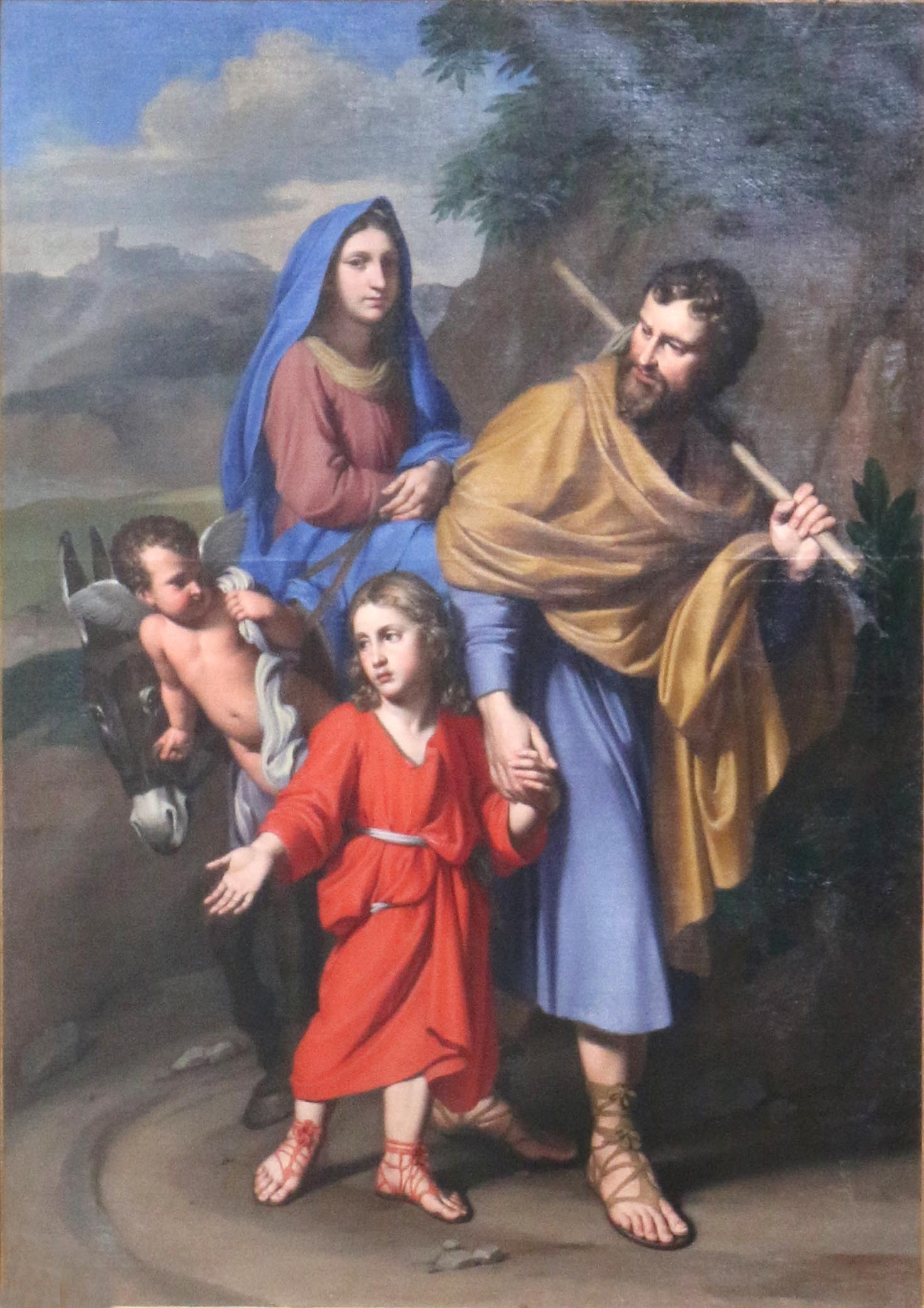
Fuga in Egitto, Cattedrale di Saint-Vincent, Viviers.
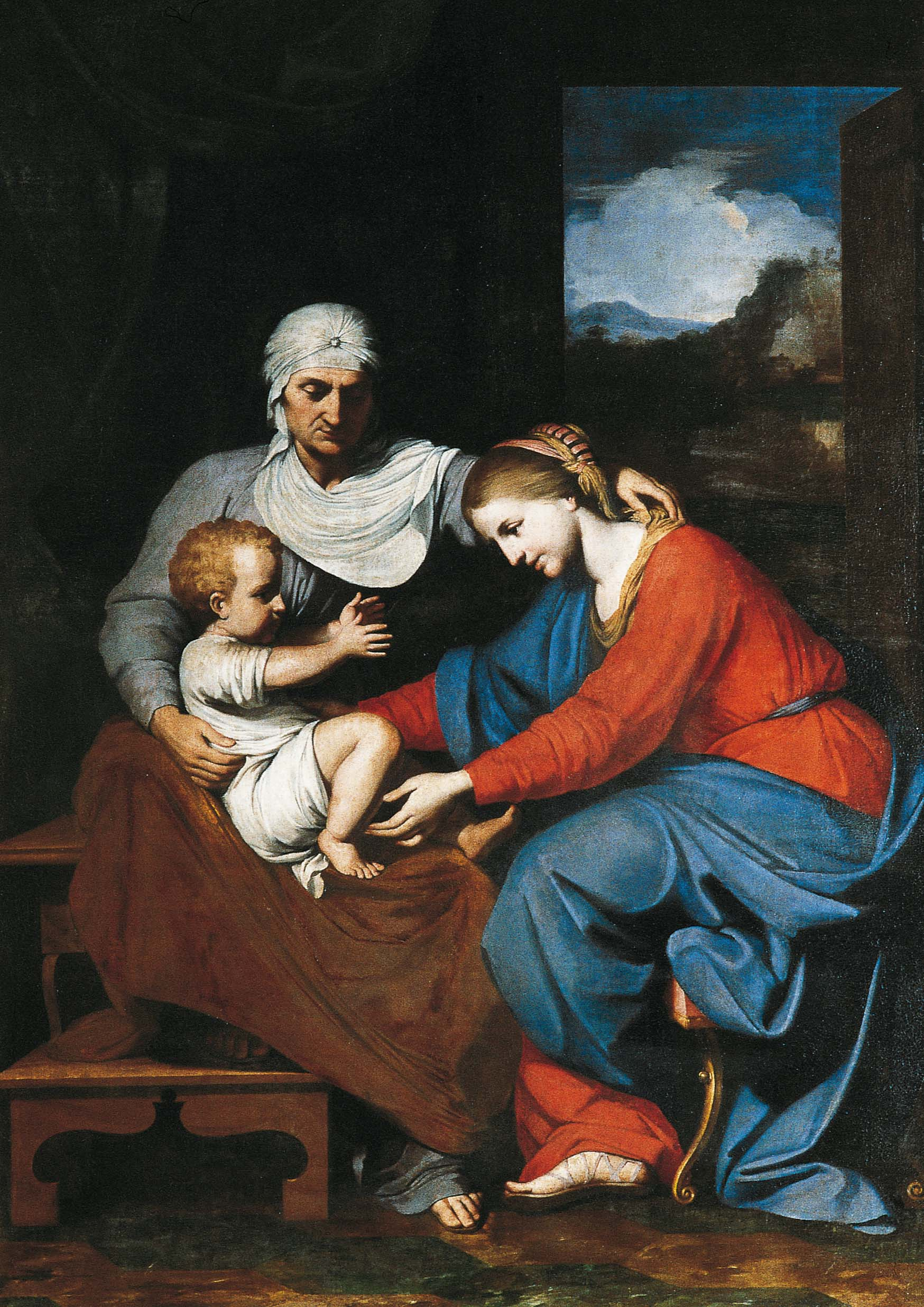
La Vergine, il Bambino e Sant'Anna, Avignone, Cappella dei Penitenti Neri.
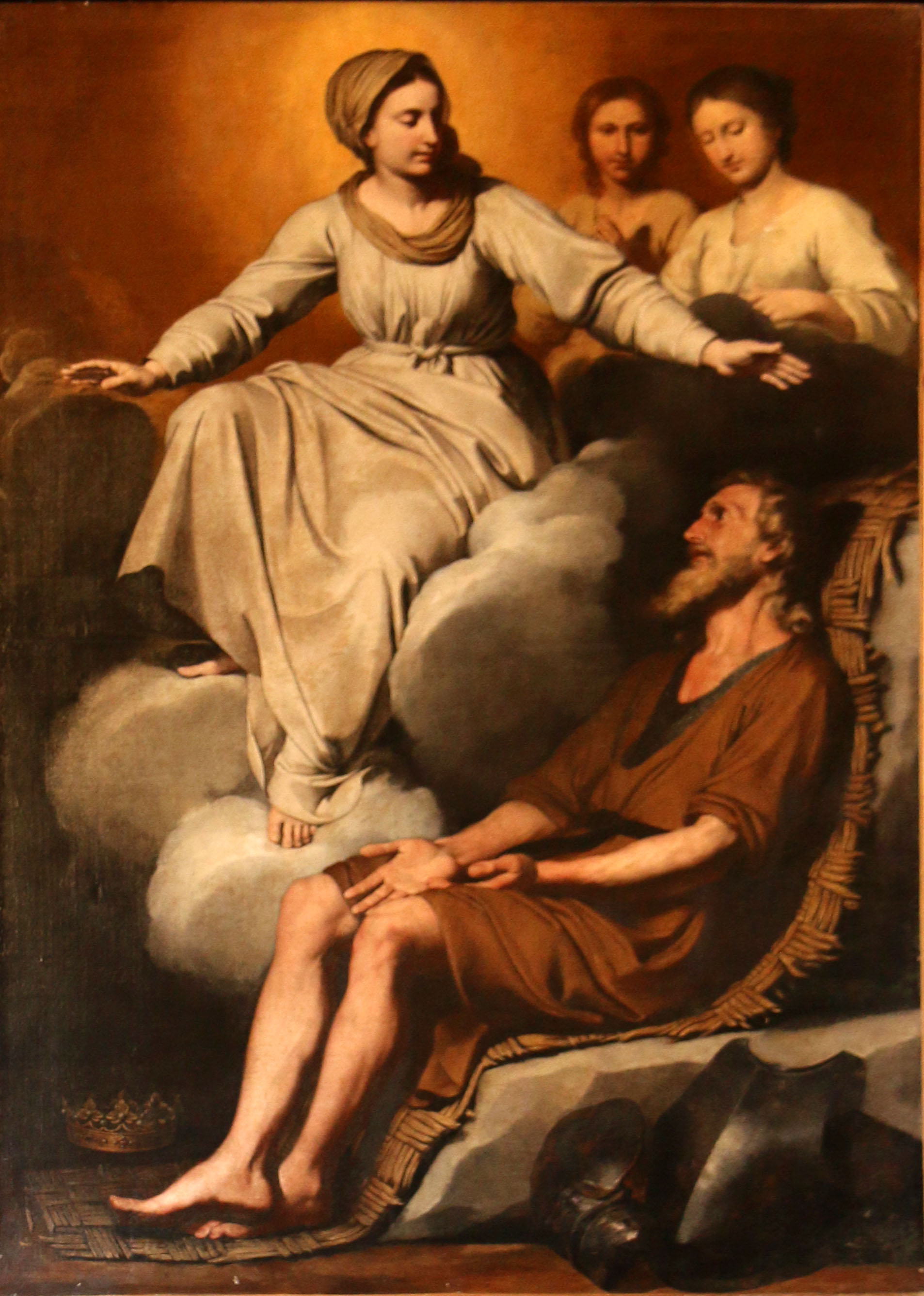
Saint Guillaume d'Aquitaine, Avignone, Cappella dei Penitenti Neri.
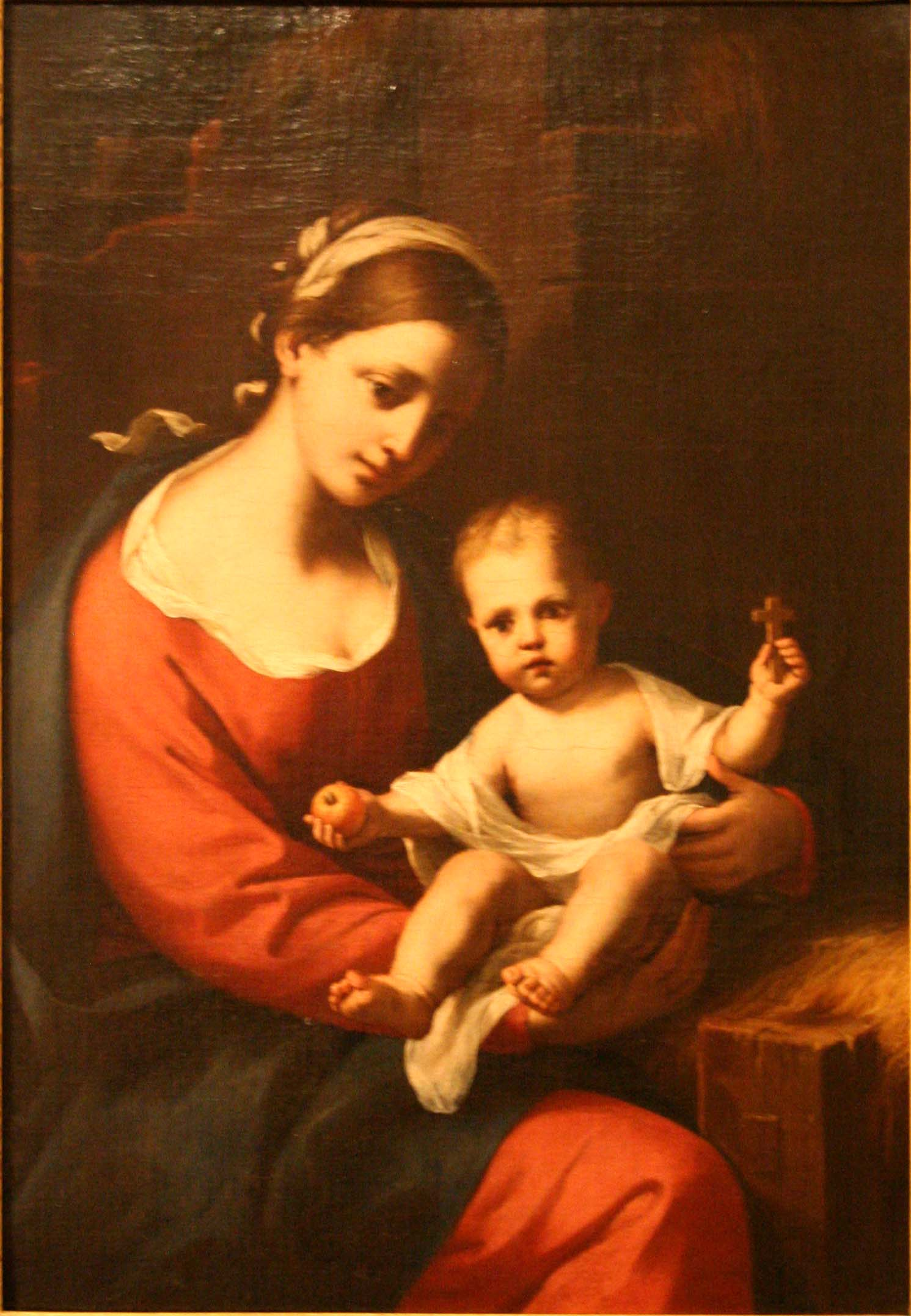
La Vergine e il Bambino Gesù, Martigues, Museo Ziem.
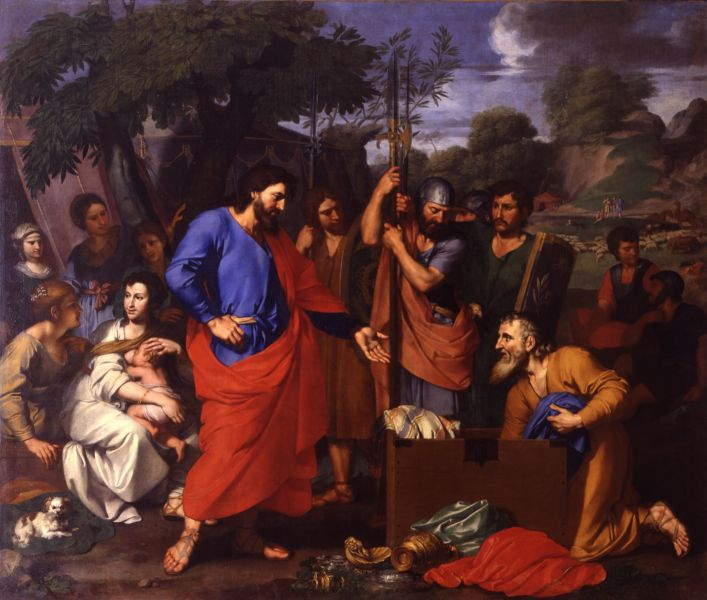
Labano alla ricerca dei suoi idoli, Avignone, Museo Calvet.